# Schenkia labralis
Schenkia labralis là một loài tò vò trong họ Ichneumonidae.